# Carl Restivo
Carl Restivo (...) è un musicista, compositore e produttore discografico statunitense.
La sua abilità di polistrumentista gli ha permesso nel corso degli anni di cimentarsi in vari generi musicali e di suonare con diversi artisti. Tra le sue collaborazioni più famose si ricordano quelle con Rihanna, Extreme, il progetto The Nightwatchman del chitarrista Tom Morello, i Satellite Party del cantante Perry Farrell, e gli Street Sweeper Social Club.
È inoltre riconosciuto per la sua attività di produttore e compositore. Ha lavorato per 50 Cent, Nuno Bettencourt, Mick Mars, Steve Perry, Patti LaBelle, Big Punisher, Kurupt, Xzibit e altri. Ha inoltre contribuito alla colonna sonora del film Twilight nel 2008, candidata per i Grammy Awards.